# Fritz Crome
Fritz Crome, född 6 maj 1879, död 25 april 1948, var en dansk tonsättare och musikpedagog.
Cromer studerade i Köpenhamn för Louis Glass och därefter i Berlin 1902 för Hans Pfitzner och för Moritz Moszkowski i Paris. Han var under en rad år musiklärare vid Sterns konservatorium i Berlin och medarbetare i Reichsanzeiger och Signale. Från 1917 var Crome bosatt i Köpenhamn, och från 1925 var han lärare vid kungliga musikkonservatoriet. Han komponerade fler sångsamlingar för piano, kammarmusik, ett körverk för damkör, Helene, med mera.